# خانه جنب مسجد امام حسین
بقایای خانه جنب مسجد امام حسین مربوط به سده‌های متاخر دوران‌های تاریخی پس از اسلام است و در شهرستان کهگیلویه، بخش مرکزی، شهر دهدشت، بافت تاریخی جنب مسجد امام حسین واقع شده و این اثر در تاریخ ۷ خرداد ۱۳۸۷ با شمارهٔ ثبت ۲۲۹۸۰ به‌عنوان یکی از آثار ملی ایران به ثبت رسیده است.